# Lazăr Dubinovschi
Lazăr Dubinovschi, geboren Leiser Issaakowitsch Dubinowski, (russisch Лазарь Исаакович Дубиновский; * 18. Apriljul. / 1. Mai 1910greg. in Fălești, Ujesd Belz, Gouvernement Bessarabien; † 29. November 1982 in Kischinau) war ein rumänisch-sowjetischer Bildhauer und Opernsänger.

## Leben
Dubinovschi war der Sohn des Lehrers Izik (Izchok) Dubinowski. 1917 zog die Familie nach Belz. Dort besuchte Dubinovschi das Gymnasium und begann im Kreis des Gymnasiallehrers I. W. Sawin das Zeichnen. Auch begann er selbständig zu modellieren. Nach dem Ende des Ersten Weltkriegs wurde das russische Gouvernement Bessarabien rumänisch. Im Alter von 15 Jahren wurde Dubinovschi in die Nationale Kunsthochschule in Bukarest aufgenommen. Er studierte bis 1927 in der Klasse Oscar Hans und dann bis 1930 im Atelier Dimitrie Paciureas. Außerdem nahm Dubinovschi Gesangsstunden bei Gheorghe Folescu. 1929 absolvierte Dubinovschi ein Praktikum in der Pariser Académie de la Grande Chaumière bei Antoine Bourdelle.
1930 kehrte Dubinovschi nach Belz zurück und wurde Zeichenlehrer in einem Privatgymnasium. Seine Werke stellt er in den von Șneer Kogan organisierten Salons der Bessarabischen Gesellschaft der Schönen Künste aus. Seine erste Einzelausstellung fand 1939 in Jassy statt. Auf den Ausstellungen zeigte er insbesondere Porträt-Skulpturen von Alexandru Philippide, Garabet Ibrăileanu u. a.
Nach dem Anschluss Bessarabiens an die UdSSR 1940 wurde Dubinovschi Chefkünstler des Hauses der Roten Armee in Belz. Im Deutsch-Sowjetischen Krieg kam er 1941 als Soldat der Roten Armee an die Front. Nach schwerer Verwundung 1943 wurde er demobilisiert und kam in das Irkutsker Militärkrankenhaus. Er arbeitete dann dort als Bildhauer. Nach dem Ende des Krieges ließ er sich in Kischinau nieder. Dubinovschis Holz-Skulptur des Helden der moldauischen Folklore Strâmbă Lemne wurde 1945 in der sowjetischen Botschaft in Luxemburg aufgestellt.
Bis 1951 war Dubinovschi Geschäftsführer der Kunstverwaltung des Komitees für Kunstangelegenheiten der Moldauischen SSR. 1951–1953 arbeitete er in Moskau im Atelier Jewgeni Wutschetitschs mit in der Bildhauergruppe für die Anfertigung der monumentalen Stalin-Statue für den Wolga-Don-Kanal. Anschließend schuf er zusammen mit weiteren Bildhauern und Architekten das Reiterstandbild Grigori Kotowskis, das 1954 im Zentrum Kischinaus aufgestellt wurde. Das Vorbild war Verrocchios Colleoni-Reiterstandbild gewesen. 1954 wurde Dubinovschi zum Korrespondierenden Mitglied der Akademie der Künste der UdSSR gewählt. Dubinovschi fertigte Porträt-Skulpturen des Dichters Andrei Lupan (1955), des Helden der Sowjetunion Piotr Verșigora (1957) u. a. an.
Im Kischinauer Opern- und Balletttheater spielte Dubinovschi als Lyrischer Tenor in Opernaufführungen mit. In Der Jahrmarkt von Sorotschinzy von Modest Mussorgski war Dubinovschi der Popensohn Afanassi Iwanowitsch. In der Spielzeit 1956–1957 trat er in der moldauischen Oper Grosowan von Dawid Gerschfeld über den Heiducken Grigori Grosowan auf. In Eugen Onegin von Pjotr Tschaikowski war er Monsieur Triquet und in Die Zarenbraut von Nikolai Rimski-Korsakow der Zarenleibarzt Eliseus Bomelius.
1957 schuf Dubinovschi Büsten von Autoren der rumänischen bzw. moldauischen Literatur für die Aleea Clasicilor im Kischinauer Puschkin-Park: Mihai Eminescu, Vasile Alecsandri, Gheorghe Asachi und Constantin Negruzzi.
1964–1972 war Dubinovschi Chefredakteur des Kunstexpertenkollegiums des Kulturministeriums der Moldauischen SSR. 1972 schuf er das Grabdenkmal für seine Frau Lilja Dubinowskaja geborene Spilberg (1910–1966) für ihr Grab auf dem Zentralfriedhof an der armenischen Straße, bekannt als Armenischer Friedhof, in Kischinau. Es entstanden weitere Porträt-Skulpturen von Alexei Schtschussew, Hồ Chí Minh (1968), Arkadi Raikin (1976–1977), Anton Rubinstein, Dimitrie Cantemir, Iosif Balțan, Valentin Mednec, Ilie Bogdesco u. a. Für das Museum der jüdischen Gemeinden Rumäniens in Bukarest schuf er ein Denkmal für die Opfer des Nazismus. Ab 1977 arbeitete er an der Skulptur Requiem zum Holocaust.
Werke Dubinovschis befinden sich im Nationalen Moldauischen Kunstmuseum in Kischinau, in der Tretjakow-Galerie in Moskau, im Russischen Museum in St. Petersburg und in anderen Galerien. In  Fălești wurde 1979 ein Museum für Geschichte und Ethnographie gegründet, dem Dubinovschi 13 Skulpturen stiftete.
Dubinovschi starb am 29. November 1982 in Kischinau und wurde auf dem Zentralfriedhof neben seiner Frau und seinen Eltern begraben. Auf dem Grab wurde 1984 das von Valeriu Rotari angefertigte Bronze-Porträt Dubinovschis aufgestellt, das in den 1990er Jahren verschwand wie auch die Bronze-Büste seiner Frau. Dubinovschis Marx-Engels-Denkmal, das Maxim-Gorki-Denkmal und das Hautrelief der Allegorie der moldauischen Kunst an der Fassade des Eminescu-Nationaltheaters in Kischinau wurden 1991 zerstört. 2005 wurde auf Beschluss der Regierung der Republik Moldau an Dubinovschis Haus in Kischinau eine Gedenktafel angebracht.
Der Geologe Weniamin Lasarewitsch Dubinowski (* 1935) und der Bildhauer Sergei Lasarewitsch Dubinowski (1946–2002) sind Dubinovschis Söhne.

## Ehrungen, Preise
- Orden des Roten Banners der Arbeit (1948)
- Leninorden (1960)
- Ehrenmitglied der Union der Künstler Rumäniens (1961)
- Volkskünstler der Moldauischen SSR (1963)
- Staatspreis der Moldauischen SSR (1971)
- Orden der Oktoberrevolution (1980)[6]

## Werke (Auswahl)

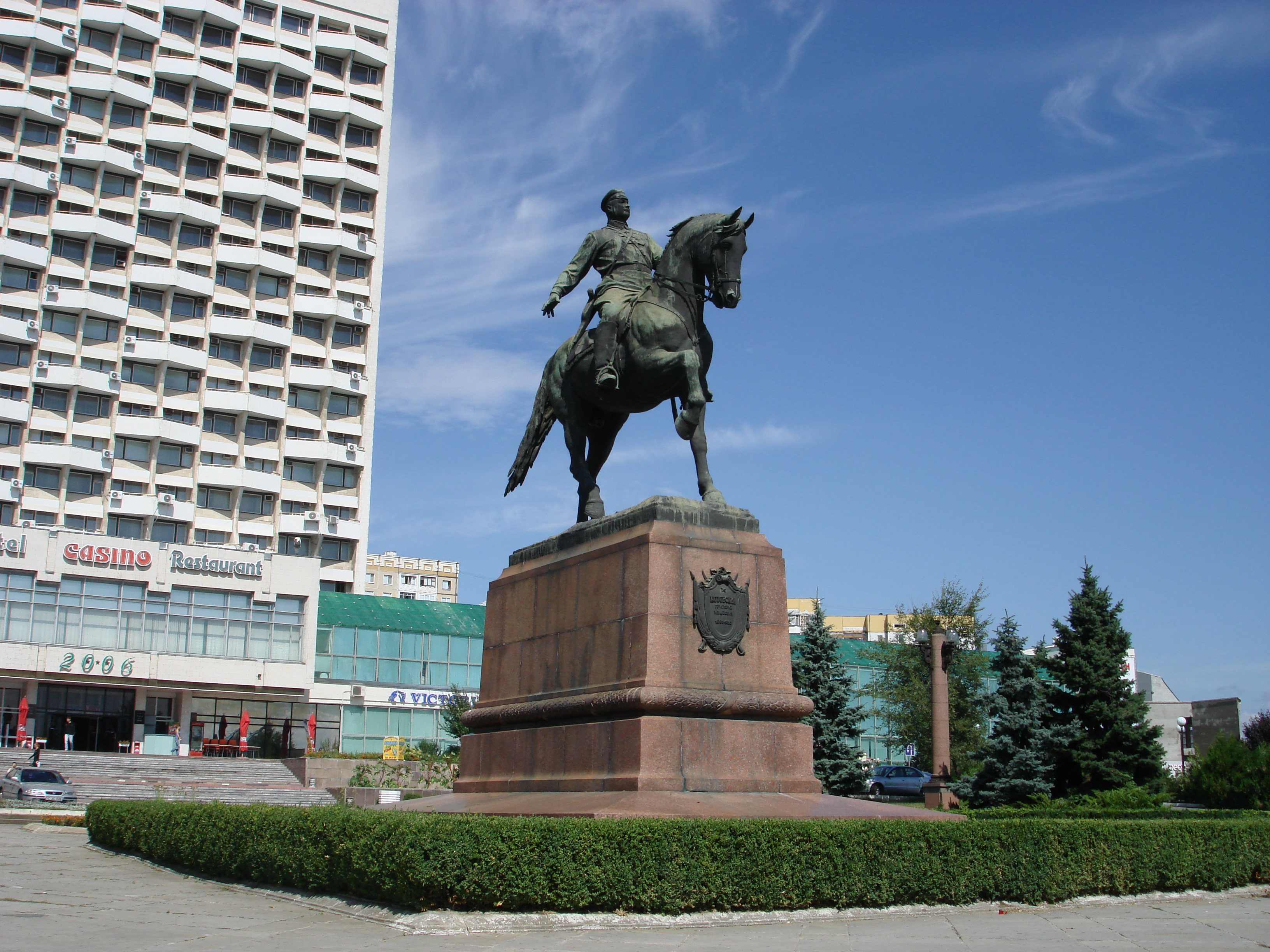
Kotowski-Denkmal (1954), Kischinau
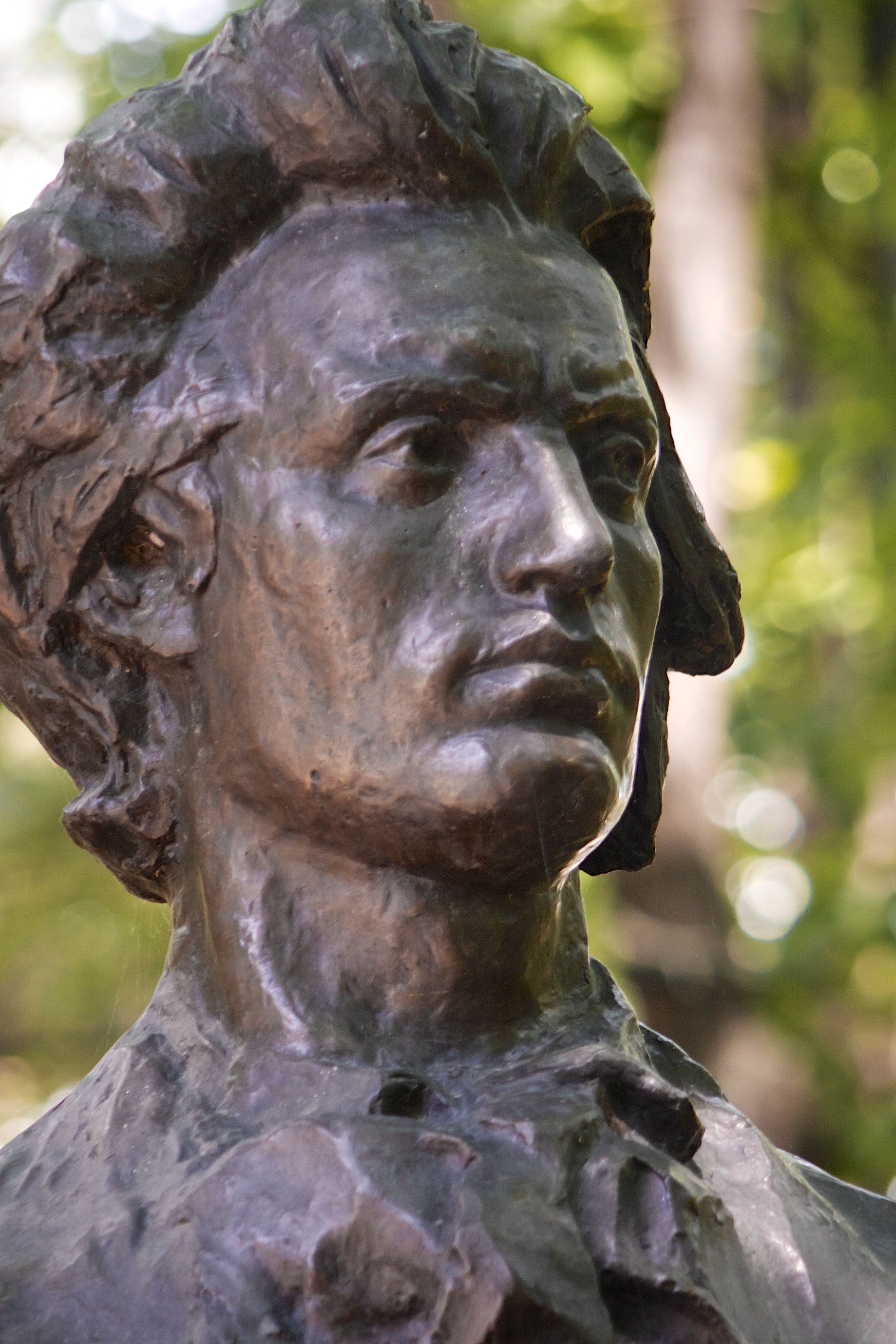
Eminescu-Büste (1957), Aleea Classicilor, Kischinau
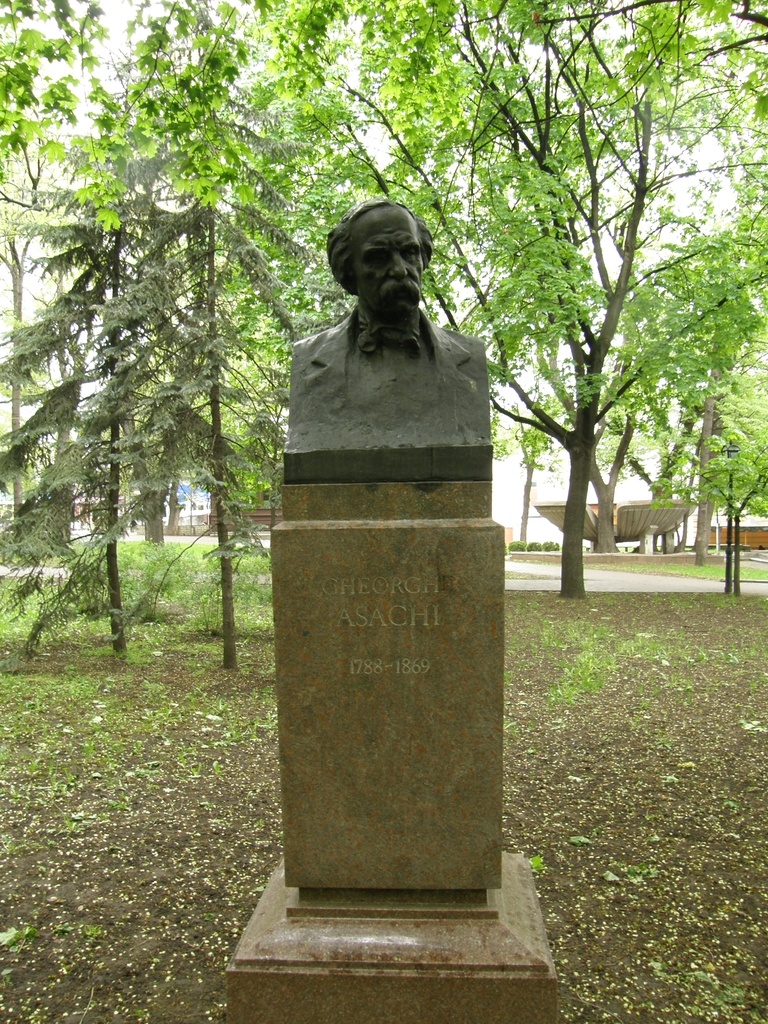
Asachi-Büste (1957), Aleea Classicilor, Kischinau
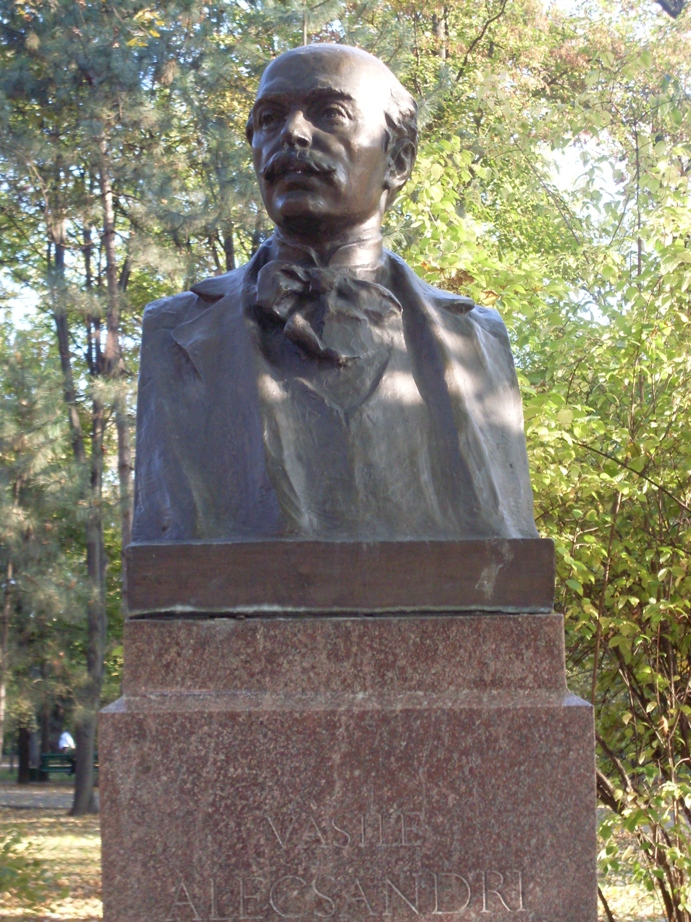
Alecsandri-Büste (1957), Aleea Classicilor, Kischinau